# Journal of Cell Science
Journal of Cell Science is een internationaal, aan collegiale toetsing onderworpen wetenschappelijk tijdschrift op het gebied van de celbiologie. De naam wordt in literatuurverwijzingen meestal afgekort tot J. Cell Sci. Het wordt uitgegeven door The Company of Biologists en verschijnt tweewekelijks.

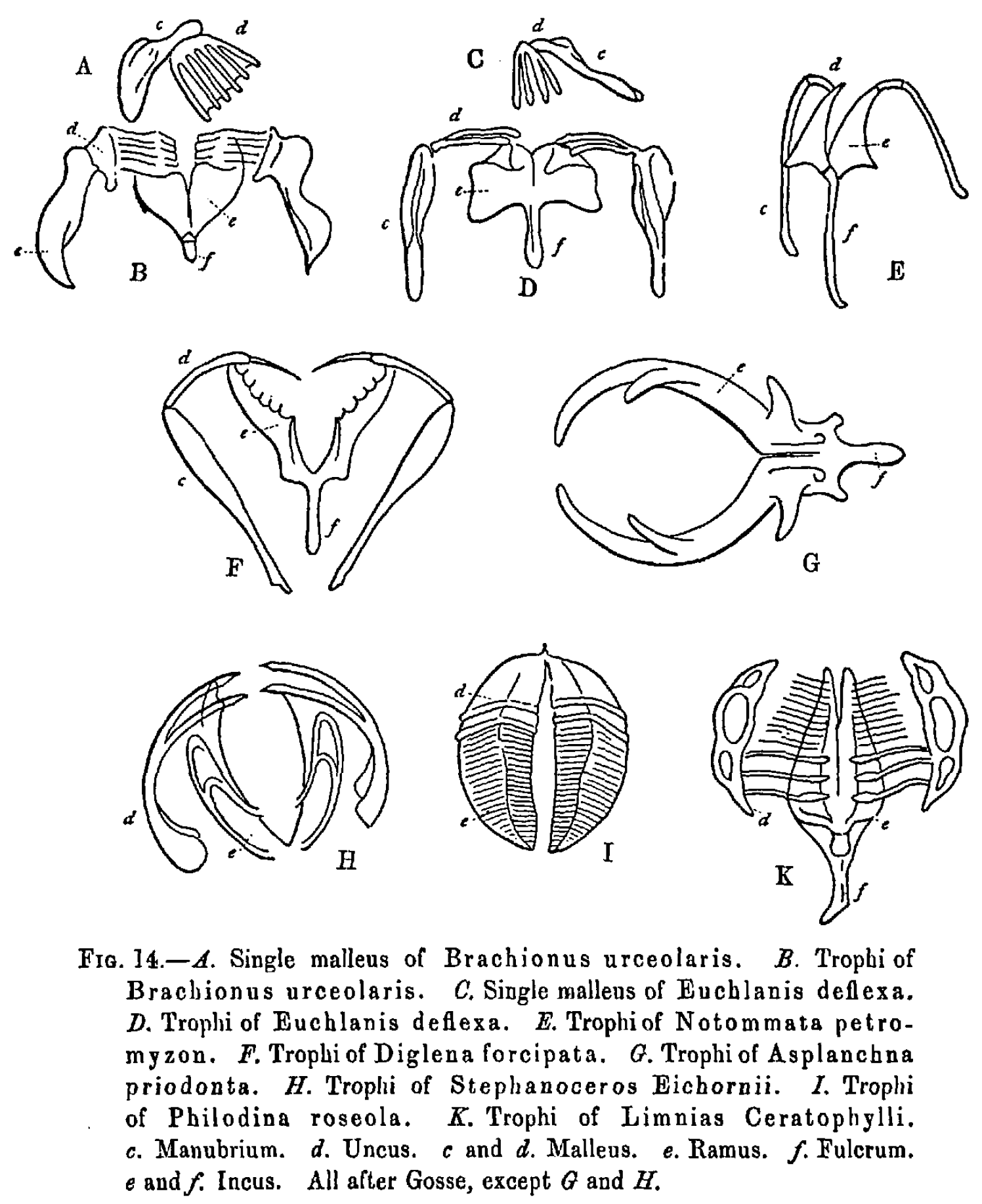
Illustratie uit Quarterly Journal of Microscopical Science, 1884

Het tijdschrift is opgericht in 1853 onder de naam Quarterly Journal of Microscopical Science. De eerste redacteuren waren Edwin Lankester en George Busk. Het eerste nummer bevatte een aantal bijdragen van prominente tijdgenoten zoals Joseph Lister, Thomas Huxley en William Crawford Williamson.
De eerste uitgever van het tijdschrift was Samuel Highley. Vanaf 1856 nam John Churchill and Sons de uitgave over, en vanaf 1920 Oxford University Press. In 1946 of 1947 werd The Company of Biologists eigenaar van het tijdschrift. De productie ging later over naar Cambridge University Press, en werd vanaf de jaren 1980 door de eigenaars zelf uitgevoerd. In 1966 werd de naam van het tijdschrift veranderd in Journal of Cell Science; het verscheen nog altijd 4 keer per jaar. Vanaf 1969 werd het frequenter uitgegeven. Tussen 1988 en 1995 verscheen het maandelijks, en nadien elke twee weken.